# Experimenta (Schiff)
Die Experimenta, Eigenschreibweise an der Bordwand experimenta, ist ein ehemaliges Tankmotorschiff, das im Auftrag der Heilbronner Experimenta zum Ausstellungsschiff umgebaut wurde. Während der Umbauphase des und der damit einhergehenden Schließung für die Öffentlichkeit (August 2017 bis Ende März 2019) diente das Schiff in erster Linie als Ersatz für die Schülerlabore der Einrichtung in Heilbronn. Inzwischen ist es ein schwimmender Botschafter des Science Centers, an Bord gibt es unter anderem Platz für Workshops und eine Mitmachausstellung. Im Sommer 2020 ging das Schiff zum ersten Mal auf Deutschlandtour.

## Geschichte
Vor dem Umbau zum Wissenschaftsschiff war der 1973 bei Schlömer in Oldersum (Ostfriesland) gebaute Tanker als Sally in Terneuzen registriert; frühere Namen waren Schwanenwerder, Behringmeer, Roswitha und Primera. 1978 wurde das Schiff schon einmal umgebaut. Damals nahm die Firma Forges in Straßburg eine Verlängerung vor.
Zum Ausstellungsschiff wurde das Binnenschiff bei Tinnemans in Maasbracht umgebaut, was etwa acht Monate in Anspruch nahm. 
Von Maasbracht sollte die Experimenta in einer viertägigen Fahrt nach Heilbronn überführt werden; wegen Hochwassers musste die Fahrt allerdings unterbrochen werden, so dass die Reise insgesamt sechs Tage in Anspruch nahm. Am 15. Dezember 2017 erreichte das Schiff seinen Liegeplatz im Altneckar bei der Badstraße in Heilbronn. Dort waren zwei stählerne Dalben von 17 Metern Länge vorbereitet worden, an denen das Schiff für die nächsten Monate festgemacht wurde. Am 31. Januar 2018 fand die Schiffstaufe statt und aus Sally wurde experimenta. Ralph Caspers und Kinder, die einen Malwettbewerb gewonnen haben, waren bei der Schiffstaufe anwesend.

## Umbau
Die Tanktrennwände wurden entfernt und ein Doppelboden eingebaut. Dieser wurde betoniert und mit einer Fußbodenheizung versehen. In dem rund 600 m² großen Deck sind zwei Labore und Schulungsräume installiert. Um niedrige Brücken passieren zu können, befinden sich mittschiffs zwei Ballasttanks mit insgesamt 650 m³ Fassungsvermögen. Das Steuerhaus ist in der Höhe verstellbar. Eine zweite größere Umbauphase gab es vom Herbst 2019 bis zum Frühjahr 2020. Das Schiff wurde dabei für seine Deutschlandtour vorbereitet, unter anderem entstand an Bord eine Wohnung für die Crew.

## Verwendung
An ihrem Liegeplatz in Heilbronn empfing die experimenta im Januar 2018 erstmals Besucher für Kurse und mit einer Mitmachausstellung an Bord. Für die Zeit der Bundesgartenschau 2019 wechselte das Schiff seinen Liegeplatz und machte auf dem Ausstellungsgelände fest. Mit der Wiedereröffnung des Science Centers experimenta wurde das Schiff zum schwimmenden Botschafter der Einrichtung. Im Jahr 2020 legte es auf seiner ersten Deutschland-Tour in Heidelberg, Karlsruhe, Frankfurt am Main, Aschaffenburg, Freudenberg am Main, Marktheidenfeld, Würzburg, Schweinfurt, Nürnberg und Bamberg an. Weitere ursprünglich geplante Aufenthalte mussten die Organisatoren aufgrund der Corona-Pandemie absagen.